# Stol (Serbia)
Stol (în sârbă Стол) este un munte din estul Serbiei, în apropierea orașului Bor. Vârful său cel mai înalt are o altitudine de 1.156 metri deasupra nivelului mării. La fel ca și munții Veliki Krš și Mali Krš, aflați în apropiere, Stol are o serie de formațiuni carstice pronunțate. Aici se află o cabană montană cu aproximativ 35 de paturi, administrată de societatea de alpinism „Crni vrh” din Bor.

## Legături externe
- sr  Tamo gde se Boru vraća oduzeto Arhivat în 13 septembrie 2011, la Wayback Machine., TK Info